# S de l'Unicorn
S de l'Unicorn (S Monocerotis) és un estel a la constel·lació de l'Unicorn, de magnitud aparent +4,66. La distància a la qual es troba no és ben coneguda; mesures directes de paral·laxi la situen a poc més de 1000 anys llum de distància del Sistema Solar però si, com és probable, forma part del cúmul NGC 2264, la seva distància seria considerablement major, entorn de 2350 anys llum.
S de l'Unicorn és un sistema binari massiu compost per dos estels calents el període orbital dels quals és de 25 anys. L'estudi de l'òrbita mitjançant interferometria i amb el Telescopi Espacial Hubble dona com a resultat una separació mitjana entre els dos estels de 26 ua, amb una elevada excentricitat que fa que la distància entre ambdós variï entre 6 i 46 ua —considerant que S Monocerotis està a uns 2500 anys llum.
L'estel primari del sistema té tipus espectral O7V i una temperatura superficial que aconsegueix els 37.500 K. L'estel secundari pot ser de tipus O9.5Vn. La massa d'ambdós components és incerta; la més massiva pot tenir una massa compresa entre 18 i 30 masses solars, i el seu acompanyant una massa entre 12 i 20 masses solars. Les seves lluminositats respectives poden ser de l'ordre de 125.000 i 50.000 vegades la del Sol. Els estels de NGC 2264 tenen una edat compresa entre 1 i 10 milions d'anys, per la qual cosa el sistema és molt jove. Molt probablement les dues components acabaran explotant com a supernoves i l'evolució d'una interferirà amb la de l'altra.
S de l'Unicorn és un estel lleugerament variable la lluentor del qual fluctua 0,06 magnituds.